# موسخنبروک ۱۲۴۹۱
سیارک ۱۲۴۹۱ (به انگلیسی: 12491 Musschenbroek، نامگذاری:1997JE15) دوازده هزار و چهارصد و نود و یکمین سیارک کشف شده‌است که در ۳ مه ۱۹۹۷ کشف شد.
قدر مطلق سیارک برابر ۲۸.۲ است.